# Tonga en los Juegos Paralímpicos
Tonga en los Juegos Paralímpicos está representada por el Comité Paralímpico Nacional de Tonga, miembro del Comité Paralímpico Internacional.
Ha participado en seis ediciones de los Juegos Paralímpicos de Verano, su primera presencia tuvo lugar en Sídney 2000. El país no ha conseguido ninguna medalla en las ediciones de invierno.
En los Juegos Paralímpicos de Invierno Tonga no ha participado en ninguna edición.

## Medallero

### Por edición
Juegos Paralímpicos de Verano
| Evento              | Oro | Plata | Bronce | Total |
| ------------------- | --- | ----- | ------ | ----- |
| Sídney 2000         | 0   | 0     | 0      | 0     |
| Atenas 2004         | 0   | 0     | 0      | 0     |
| Pekín 2008          | 0   | 0     | 0      | 0     |
| Londres 2012        | 0   | 0     | 0      | 0     |
| Río de Janeiro 2016 | 0   | 0     | 0      | 0     |
| Tokio 2020          | –   | –     | –      | –     |
| París 2024          | 0   | 0     | 0      | 0     |
| TOTAL               | 0   | 0     | 0      | 0     |